# Kacigasti hoko
Kacigasti hoko (lat. Pauxi pauxi) je vrsta ptice iz roda Pauxi, porodice Cracidae. Živi na nadmorskoj visini između 500 i 2.200 metara.

## Opis
Doseže ukupnu duljinu tijela do 91 centimetar. Mužjaci su teški oko 3.6 kilograma, a ženke su teške 2.6 kilograma. Odlikuje se malenom glavom i plavkasto-sivom "kacigom" na čelu. Kljun joj je crvene boje, dok repno perje ima bijele vrhove. Perje ostatka tijela je crno sa zelenkastim sjajem, kao i ono na prsima, a u donjem dijelu tijela perje je bijele boje. Oba spola su slična, nema previše znakova spolnog dimorfizma. Postoji rijetki oblik ženke s crvenkasto-smeđim perjem s crnim prugama.
Prehrana joj se sastoji uglavnom od sjemenki, plodova, kukaca i malih životinja. Ženka u ožujku i travnju gnijezdo na visini između 4 i 6 metara polaže dva jaja kremaste boje, koja inkubira 30-34 dana.

## Taksonomija
Ima dvije podvrste:
- Pauxi pauxi pauxi

Živi u planinskom lancu Cordillera de Mérida u sjeverozapadnoj Venecueli prema planinskom lancu Cordillera Oriental u Kolumbiji. Ima veću "kacigu", jajolikog oblika.
- Pauxi pauxi gilliardi

Živi u planinskom lancu Serranía del Perijá između Kolumbije i Venecuele. Ima manju "kacigu", manje loptastog, više cilindričnog oblika.

## Vanjske poveznice
- ARKive - Slike i videi  Arhivirana inačica izvorne stranice od 13. ožujka 2007. (Wayback Machine)
- BirdLife  Arhivirana inačica izvorne stranice od 2. siječnja 2009. (Wayback Machine)

|  | Zajednički poslužitelj ima još gradiva o temi Pauxi pauxi |
|  | Wikivrste imaju podatke o taksonu Pauxi pauxi             |